# Lingua kiluba
Il kiluba (anche detto luba o luba-Katanga) è una lingua bantu dell'Africa centrale.
All'interno del gruppo delle lingue bantu, viene classificata nel sottogruppo delle lingue luba, all'interno della zona L, che comprende altre parlate simili della zona del bacino del Congo.
Il kiluba, anche conosciuto come luba (ki è il prefisso che indica una lingua) o Luba-Katanga, viene parlato dalla popolazione dei baluba (o luba), stanziati nella parte meridionale della Repubblica Democratica del Congo, prevalentemente nella provincia del Katanga.
Esiste un'altra lingua con lo stesso nome (luba), parlata nelle province del Kasai occidentale e del Kasai orientale, che viene perciò detta Luba-Kasai (nome nativo tshiluba, dove il prefisso tshi identifica la lingua, analogamente a ki).